# Otocryptis wiegmanni
Espèce
Synonymes
- Otocryptis bivittata Wiegmann, 1831

Otocryptis wiegmanni est une espèce de sauriens de la famille des Agamidae.

## Répartition
Cette espèce est endémique du Sri Lanka. Elle se rencontre jusqu'à 1 200 m d'altitude.

## Description
Cet agame est terrestre, il est assez fin d'aspect.

## Étymologie
Cette espèce est nommée en l'honneur du zoologiste Arend Friedrich August Wiegmann (1802-1841).

## Publication originale
- Wagler, 1830 : Natürliches System der Amphibien : mit vorangehender Classification der Säugethiere und Vögel : ein Beitrag zur vergleichenden Zoologie. München p. 1-354 (texte intégral).